# Possession (film, 2018)
Pour les articles homonymes, voir Possession.
Pour plus de détails, voir Fiche technique et Distribution.
Possession (Between Worlds) est un film fantastique américain écrit et réalisé par Maria Pulera, sorti en 2018.

## Synopsis
Joe, un chauffeur de camion, est hanté par le souvenir de son épouse et de sa fille décédées. Il rencontre Julie, une femme naturellement douée qui l'engage dans un effort désespéré, pour retrouver l'âme perdue de sa fille comateuse, Billie. Mais l'esprit de son épouse Mary, se révèle plus fort, possédant le corps de la jeune femme tout en voulant régler ses affaires inachevées avec les vivants.

## Fiche technique
- Titre original : Between Worlds
- Titre français : Possession
- Réalisation et scénario : Maria Pulera
- Photographie : Thomas Hencz
- Montage : Tim Silano
- Musique : Jason Solowsky
- Décors : April Hopkins
- Costumes : Bonnie Stauch
- Production : Eric Banoun, David Hillary et Maria Pulera
- Sociétés de production : Voltage Pictures et Rise Up
- Sociétés de distribution : Lionsgate et Saban Films
- Pays d'origine :  États-Unis
- Langue originale : anglais
- Format : couleur
- Genre : fantastique et thriller
- Durée : 90 minutes
- Date de sortie :
  -  États-Unis : 21 décembre 2018
  -  France : 20 mai 2021 (DVD)

## Distribution
- Nicolas Cage (VF : Éric Bonicatto) : Joe
- Franka Potente (VF : Magali Mestre) : Julie
- Penelope Mitchell (VF : Fanny Gatibelza) : Billie
- Lydia Hearst : Mary
- Garrett Clayton (VF : Julien Chettle) : Mike
- Brit Shaw : Lettie
- David Lee Smith (VF : Michael Cermento) : Kirby
- Hopper Penn (VF : Philippe Marchal) : Rick
- Gwendolyn McCann (VF : Adeline Flaun) : Astrid

Version française : Carton de doublage. Direction Artistique : Fanny Gatibelza. Studio : Audioprojects.